# Cerianthula melo
Espèce
Cerianthula melo est une espèce de cnidaires de la famille des Botrucnidiferidae.

## Systématique
Le nom valide complet (avec auteur) de ce taxon est Cerianthula melo (Van Beneden, 1897).
L'espèce a été initialement classée dans le genre Hensenanthula sous le protonyme Hensenanthula melo van Beneden, 1897.
Cerianthula melo a pour synonyme :
- Hensenanthula melo van Beneden, 1897